# Pseudobalbillus carmenta
Pseudobalbillus carmenta är en insektsart som beskrevs av Rauno E. Linnavuori 1979. Pseudobalbillus carmenta ingår i släktet Pseudobalbillus och familjen dvärgstritar. Inga underarter finns listade i Catalogue of Life.